# Maxence Muzaton
Maxence Muzaton (* 26. Juni 1990 in Épernay) ist ein französischer Skirennläufer. Er ist auf die Disziplinen Abfahrt und Super-G spezialisiert.

## Biografie
Muzaton nahm im Alter von 15 Jahren ab November 2005 an FIS-Rennen und nationalen Juniorenrennen teil, wobei er zunächst in allen Disziplinen antrat. Die ersten Einsätze im Europacup folgten ab Dezember 2008. Der erste Sieg in einem FIS-Rennen gelang ihm im Februar 2010 in der Disziplin Slalom. Bei den Juniorenweltmeisterschaften 2010 in Megève gewann er die Goldmedaille im Super-G. Als Juniorenweltmeister war er automatisch für das Weltcup-Finale in Garmisch-Partenkirchen startberechtigt; bei seinem Weltcup-Debüt am 11. März 2010 kam er jedoch nicht ins Ziel.
Im Verlaufe der Saison 2010/11 begann sich allmählich eine Spezialisierung auf die schnellen Disziplinen abzuzeichnen, allerdings konnte sich Muzaton bei mehreren Weltcuprennen nicht in den Punkterängen klassieren. Hingegen fuhr er im Europacup dreimal unter die besten zehn. Verletzungsbedingt musste er fast die gesamte Saison 2011/12 pausieren. Die ersten Weltcuppunkte gewann Muzaton am 18. Januar 2013 mit Platz 24 in der Super-Kombination von Wengen. Sein bisher bestes Weltcupergebnis erzielte er am 23. Februar 2013, als er in der Abfahrt von Garmisch-Partenkirchen mit der hohen Startnummer 50 auf den 13. Platz fuhr. Im Januar 2017 gelang ihm mit Platz zwei in der Kombination von Wengen überraschend sein erster Weltcuppodestplatz.
Bei den Weltmeisterschaften 2021 in Cortina d’Ampezzo kam Muzaton im Abfahrtsrennen beinahe zu Sturz. Nach etwa 20 Fahrsekunden geriet er bei einer Geschwindigkeit von etwa 100 km/h in Rücklage und konnte einen Sturz nur durch eine 180° Drehung verhindern.

## Erfolge

### Olympische Spiele
- Pyeongchang 2018: 18. Super-G, 23. Abfahrt, DNF Alpine Kombination
- Peking 2022: 11. Abfahrt

### Weltmeisterschaften
- Vail/Beaver Creek 2015: 38. Alpine Kombination
- Åre 2019: 25. Alpine Kombination, 30. Abfahrt
- Courchevel 2023: 6. Abfahrt
- Saalbach-Hinterglemm 2025: 12. Team-Kombination, 18. Abfahrt

### Weltcup
- 9 Platzierungen unter den besten zehn, davon 1 Podestplatz

### Weltcupwertungen
| Saison  | Gesamt | Gesamt | Abfahrt | Abfahrt | Super-G | Super-G | Kombination | Kombination |
| Saison  | Platz  | Punkte | Platz   | Punkte  | Platz   | Punkte  | Platz       | Punkte      |
| ------- | ------ | ------ | ------- | ------- | ------- | ------- | ----------- | ----------- |
| 2012/13 | 100.   | 27     | 42.     | 20      | –       | –       | 26.         | 7           |
| 2013/14 | 140.   | 5      | –       | –       | –       | –       | 37.         | 5           |
| 2014/15 | 88.    | 56     | 34.     | 42      | –       | –       | 25.         | 14          |
| 2015/16 | 90.    | 70     | 32.     | 49      | 53.     | 7       | 32.         | 14          |
| 2016/17 | 50.    | 151    | 29.     | 51      | 33.     | 20      | 5.          | 80          |
| 2017/18 | 54.    | 121    | 21.     | 103     | 41.     | 12      | 35.         | 6           |
| 2018/19 | 99.    | 45     | 39.     | 24      | 46.     | 10      | 34.         | 11          |
| 2019/20 | 34.    | 213    | 11.     | 213     | –       | –       | –           | –           |
| 2020/21 | 99.    | 41     | 30.     | 41      | –       | –       | –           | –           |
| 2021/22 | 76.    | 86     | 26.     | 86      | –       | –       | –           | –           |
| 2022/23 | 100.   | 44     | 40.     | 44      | –       | –       | –           | –           |
| 2023/24 | 64.    | 101    | 18.     | 101     | –       | –       | –           | –           |
| 2024/25 | 68.    | 105    | 20.     | 105     | –       | –       | –           | –           |

### Europacup
- 6 Platzierungen unter den besten zehn, davon 1 Podestplatz

### Juniorenweltmeisterschaften
- Megève 2010: 1. Super-G, 8. Abfahrt, 25. Slalom

### Weitere Erfolge
- 3 französische Meistertitel: Abfahrt 2019 und 2022, Kombination 2019
- 2 Siege in FIS-Rennen